# Bríides
Les bríides (Bryidae) són una subclasse de molses de la classe Bryopsida.

## Característiques
Aquesta subclasse comprèn molses comunes arreu del planeta. Les espècies de Bryidae tenen un peristoma amb segments dentats alternats.

## Taxonomia
La classificació de les Bryidae comprèn els superordres i ordres següents:
Superordre Bryanae
- Ordre Splachnales
- Ordre Orthotrichales
- Ordre Hedwigiales
- Ordre Bryales

Superordre Rhizogonianae
- Ordre Rhizogoniales

Superordre Hypnanae
- Ordre Hookeriales
- Ordre Hypnales